# Cribbea
Cribbea là một chi nấm trong họ Physalacriaceae. Chi này phân bố rộng rãi ở các vùng ôn hòa phía nam, và theo ước tính năm 2008 có 4 loài. Một loài mới Cribbea turbinispora được thông báo ở Úc năm 2009, và trong cùng ấn bản C. lamellata là tên đồng nghĩa với C. gloriosa.